# Горнозаводские округа
Горнозаво́дские округа́ — в Российской империи хозяйственно-территориальные образования в добывающей и металлургической промышленности, включавшие заводы, рудники, прииски, леса и вспомогательные производства. Также в литературе употребляются термины горные округа, горнопромышленные округа и горнозаво́дские гнёзда.
Исторически формирование горных округов было обусловлено особенностями функционирования горных предприятий в феодальном государстве. Округа создавались для организации замкнутого независимого производства и обеспечения его всеми необходимыми ресурсами. Фактически горные округа стали организационной формой реализации монопольного права горнозаводчиков. До 1861 года округа горных заводов в качестве обязательного элемента включали зависимую от заводов рабочую силу и учреждения для осуществления надзирательных и попечительских функций. Горнозаводские округа объединялись производственными связями и общей администрацией, которой принадлежала вся полнота власти. Делились на казённые и частные, с 1782 года последние — на владельческие (вотчинные) и посессионные. Располагались главным образом на Урале; кроме того, имелись Колывано-Воскресенский горный округ на Алтае, Нерчинский в Сибири, Олонецкий и Луганский горный округ.

## Горная администрация
Центральным государственным органом горного управления был Приказ рудокопных дел (в 1700—11 и в 1715—18 годах), затем Берг-коллегия (в периоды 1719—31, 1742—83, 1797—1807 годов). С 1736 по 1742 год её заменял Генерал-берг-директориум. С 1807 года функции горного управления осуществлял Горный департамент Министерства финансов (в 1811−62 годах — Департамент горных и соляных дел). В 1873 департамент был передан в ведение Министерства государственного имущества. В период с 1834 по 1863 год некоторые функции управления горнозаводским делом выполнял также Штаб Корпуса горных инженеров.
Правовой статус горнозаводских округов был закреплён в Горном положении 1806 года и в Горном уставе. Управление округами осуществлял Горный департамент через систему ведомственных Горных округов. В проекте Горного положения термин был определён как окру́га металлургического завода с принадлежащими или приписанными к нему лесами и землями. В дальнейшем стал более широко использоваться термин горнозаводский округ в значении исторически сложившегося комплекса предприятий с принадлежавшими ему землями и лесами, рудниками, приисками и проживавшим на его территории горнозаводским населением.

## Структура горного завода
Уральские горные заводы XVIII века строились в непосредственной близости с залежами руды и рекой, являвшейся источником энергии для движение механизмов и перемещения грузов. Комплекс цехов горного завода сооружался, как правило, в виде оборонительного сооружения с крепкими стенами и сторожевыми башнями. Чаще всего река рядом со строящимся заводом запруживалась плотиной из дерева и глины, реже заводы строились на берегах озёр. В засуху при снижении уровня воды в судоходной реке синхронный спуск воды из заводских прудов, расположенных на притоках, обеспечивал проход судов. Поставки древесного угля обеспечивались закреплёнными за заводами значительными лесными дачами.
Длина плотин крупных заводов достигала 200—300 м, крупнейшая плотина Быньговского завода имела в длину 695 м. Из-за климатических условий Урала требовалось увеличивать объём пруда, чтобы избежать промерзания воды в зимний период. Другое отличие от европейских плотин заключалось в наличии специального вешнякового канала для отвода лишней воды во время весеннего паводка.
Почти все уральские горные заводы XVIII века имели в своём составе по две домны, в дальнейшем число печей могло увеличиваться. Чугун отправлялся на кричную фабрику, где перерабатывался в крицу и проковывался молотами. На крупных заводах число молотов достигало 8—13.

## XVIII век
Производственная база горнозаводских округов и система управления входящими в них предприятиями начали складываться в начале XVIII века со строительством на Урале первых металлургических заводов: казённых Каменского и Невьянского (1700—1701), Алапаевского и Уктусского (запущены в 1704 году), а также частных заводов Демидовых: Шуралинского, Быньговского, Верхнетагильского, Нижнелайского и медеплавильного Выйского (1716—1725). В 1700 году была осуществлена первая приписка более 1,6 тысяч душ к Невьянскому заводу. В 1703 году к этому же заводу, находившемуся уже в собственности Н. Демидова, была произведена дополнительная приписка.
Около крупных доменных предприятий строились мелкие передельные заводы, которые имели собственные рудники, каменоломни, лесные разработки (для заготовки древесного угля), пристани и суда для транспортировки продукции и другие вспомогательные производства, составлявшие единый горнозаводский округ.
Берг-привилегия 1719 года позволяла представителям всех сословий искать и добывать руду и строить металлургические заводы. Также закон закреплял за владельцем завода по 250 кв. саженей земли, при этом владелец обязывался выплачивать определённую долю от производимой продукции и получал гарантированное право наследования собственности на заводы. В дела заводов запрещалось вмешиваться местным властям, заводчики и мастеровые получали налоговые льготы, а их дома освобождались от постоя войск. Также владельцы заводов облагались десятиной в пользу казны с выпускаемой продукции.

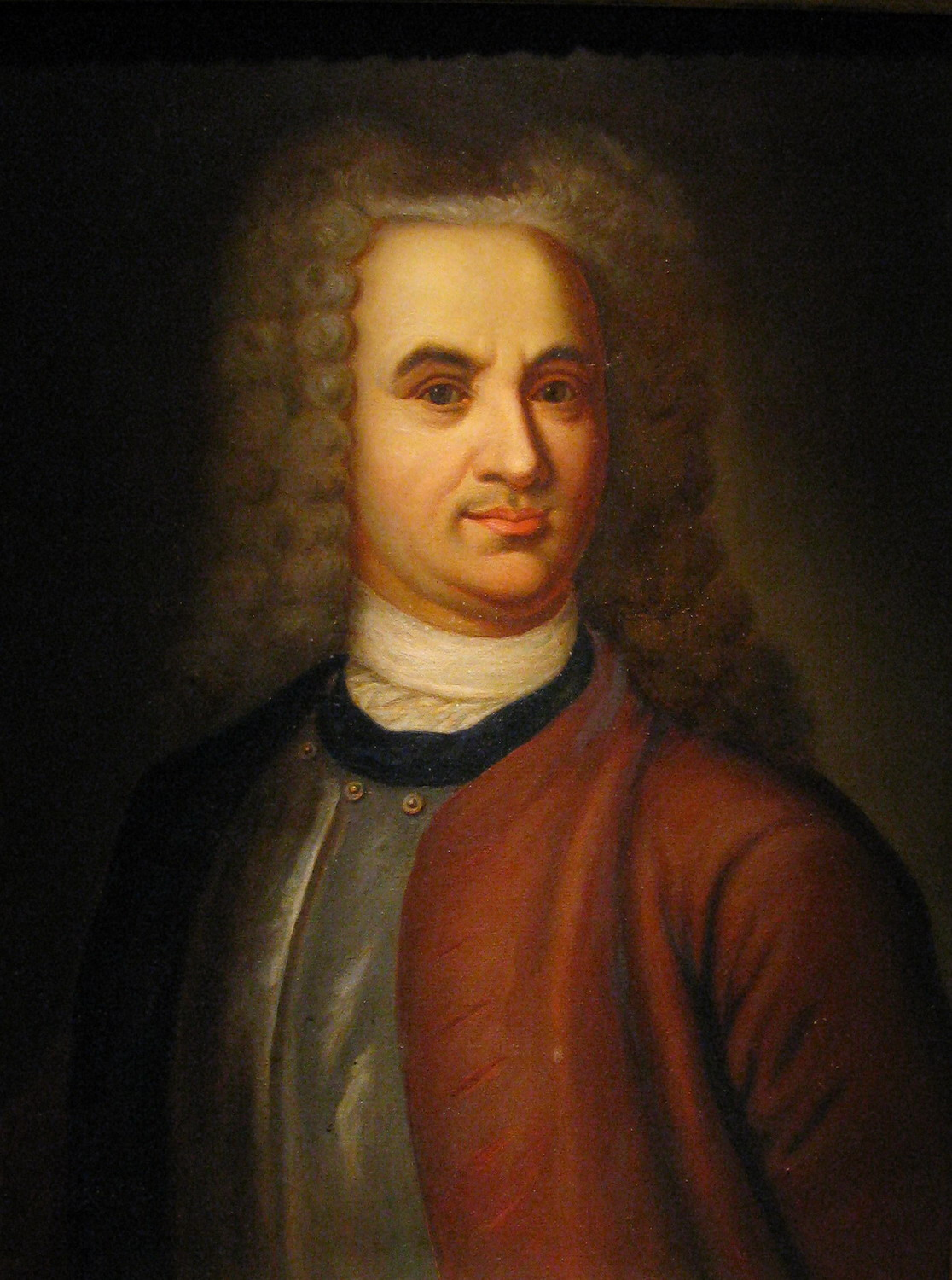
Василий Никитич Татищев, главный начальник Уральских казённых горных заводов

При главном начальнике казённых горных заводов В. Н. Татищеве (на Урале в 1720—1722 и 1734—1737) и его преемнике В. И. Геннине (с 1723) осуществлено строительство крупнейших казённых заводов (крупнейший — Екатеринбургский, 1720—1723), в том числе и медеплавильного — Егошихинского (1724), создана система управления ими: в 1720 году образована Горная канцелярия в Кунгуре, в 1721 — Сибирское высшее горное начальство (при Уктусском заводе), ведавшее металлургической промышленностью Урала и Сибири. В 1723 году (по другим данным — в 1722 году) учреждение было переведено в Екатеринбург и переименовано в Обер-бергамт, которому подчинялись нижестоящие горные начальства: Угорское в Екатеринбурге и Пермское в Соликамске. Для управления приписными крестьянами в 1721 году были образованы Земская канцелярия и Судебная канцелярия, с 1725 года их возглавляла Земская контора.
Администрация горных округов действовала наряду с губернской администрацией. В 1734 году Обер-бергамт переименован в Канцелярию главного правления Сибирских и Казанских заводов, с 1753 года — Канцелярию главного правления Сибирских, Казанских и Оренбургских заводов (до 1781 года). Позднее этот орган несколько раз реформировался и существовал под названиями Горная экспедиция при Пермской губернской казённой палате (1781—97 годы), Канцелярия Главных заводов правления (1797—1802 годы). В 1802 году эта структура была упразднена, а функция управления горными заводами была разделена на три Горных начальства: Екатеринбургское, Гороблагодатское и Пермское. Также были образованы Контора судных и земских дел и Казначейская контора.
В 1721 году дворянам и купцам, владеющим частными заводами, было разрешено покупать к заводам деревни, но запрещалось продавать и закладывать их в банки без заводов (к 1751 году 13 заводовладельцев владели 15 тысячами купленных крестьян). В 1747 году на 12 заводах А. Демидова работало 9975 приписных мужчин, из которых более половины были местными жителями.
Со 2-й четверти XVIII века в металлургию Урала начали вкладывать деньги купцы, в том числе Осокины, И. Б. Твердышев, И. С. Мясников, М. М. Походяшин и другие. В 1726 году Строгановы открыли Таманский медеплавильный, в 1734 году — Билимбаевский, в 1748 году — Юго-Камский железоделательные заводы. По состоянию на 1760 год из заводов, построенных в XVIII веке, в казённом подчинении остались только Екатеринбургский и Каменский.
В 1739 году был подписан Берг-регламент, который подтвердил отвод к заводу земли и предусмотрел возможность увеличения отводимой площади. В 1744 году решением Сената было разрешено отводить частным заводам площади с лесами, достаточными на 60 лет эксплуатации. Дополнительным источником образования крупных земельных владений вокруг заводов стала покупка (с 1736 года) или аренда (с 1739 года) земель у местного населения.
В течение первой четверти XVIII века на Урале были построены 23 металлургических завода (14 чугуноплавильных и железоделательных и 9 медеплавильных), в том числе 13 казённых. Среди них были крупные Невьянский, Каменский, Екатеринбургский и Нижнетагильский заводы. Уральский горнопромышленный район выдвинулся на первое место в стране, опередив Тульско-Каширский и Олонецкий металлургические районы. В 1725 году на заводах Урала было выплавлено 595 тыс. пудов чугуна и произведено 276 тыс. пудов железа, что составляло около 73 % общероссийского объёма производства. Демидовы стали крупными промышленниками в масштабах страны: после передачи Невьянского завода у Демидовых в собственности оказалось 7 заводов. В 1725 году на заводах Демидовых было выплавлено 422 тыс. пудов чугуна (51,8 % общероссийского и 70,9 % уральского объёма) и изготовлено 226 тыс. пудов железа (60,1 % общероссийского и 81,9 % уральского объёма). К середине XVIII века Демидовы владели уже 40 заводами на Урале и производили около 45 % чугуна и железа страны.
За первую половину XVIII века на Урале было построено 33 завода чёрной и 38 заводов цветной металлургии, из них 27 заводов казённых и 44 частных. В 1725 году было выплавлено 0,6 млн пудов чугуна, в 1750 году — 1,5 млн пудов (крупнейшее производство в мире в то время). Выплавка меди составляла около 2 тыс. пудов в 1701 году, около 69 тыс. пудов в 1721 году, свыше 369 тыс. пудов в 1750 году. Продукция частных заводов сбывалась в основном на внутреннем рынке, казённых заводов (с 1724) — за границей (к 1727 около 239 тыс. пудов; в 1730-х годах — от 200 до 340 тыс. пудов в год).
Во 2-й половине XVIII века началось формирование горнозаводских округов на севере Урала и около Вятки. В 1750-е годы была осуществлена приватизация и передача сановникам казённых заводов: Пыскорского, Мотовилихинского, Висимского и Егошихинского медеплавильных — М. И. Воронцову; Верх-Исетского доменного и молотового — его брату Р. И. Воронцову; Юговских медных — И. Г. Чернышёву; Гороблагодатских заводов — графу П. И. Шувалову и др.

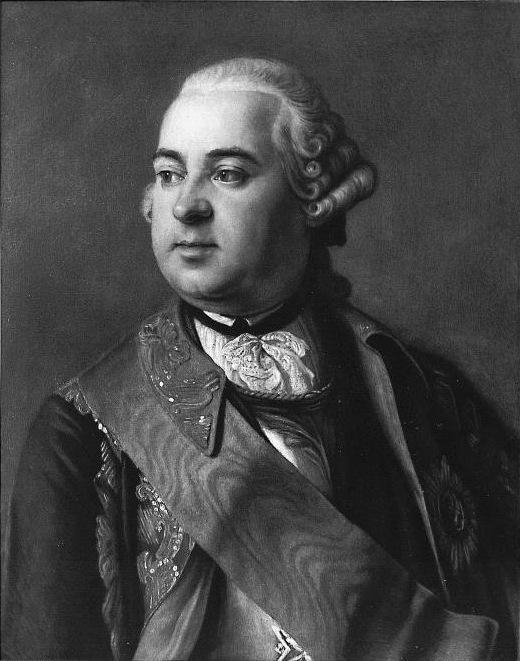
Граф Пётр Иванович Шувалов

В 1762 году купцам запрещено (в 1798 году вновь разрешено, в 1816 году окончательно запрещено) покупать крестьян к заводам. Но сохранялась возможность покупки рабочей силы вместе с действующим заводом. В 1770-х годы промышленное строительство резко сократилось, в частности в связи с восстанием Пугачёва (влияние войны сказалось на работе 89 заводов). Особенно сильно пострадали заводы Южного Урала: только в мае—июне 1774 года в Башкирии были полностью сожжены 23 завода.
В 1782 году недра были объявлены собственностью владельцев земли. В этом же году частные горнозаводские округа были разделены на владельческие (в вотчинных имениях) и посессионные. Хозяева посессионных округов получали пособие от казны в виде рабочей силы, земли, рудников, но не могли без согласования с горным правлением менять режим работы предприятия и переводить приписанных крестьян с одного завода на другой. Также посессионные владельцы платили полуторный по сравнению с владельцами вотчинных предприятий налог с продукции завода.
Во 2-й половине XVIII века на Урале построено 101 предприятие, из них 5 казённых, сложились основные горнозаводские округа. Действовали 77 домен, 595 молотов, 263 медеплавильные печи (в 1-й половине XVIII века — 20 домен, 54 молота, 63 медеплавильные печи). Выплавлено (млн. пудов): чугуна — 1,4 млн пудов в 1750, 3,9 в 1770, 6,2 в 1790, 7,8 в 1800; меди — 914,8 тыс. в 1760, св. 1,49 млн в 1780, свыше 1,45 млн в 1800. На экспорт, главным образом в Великобританию, шло 2/3 продукции казённых и частных железоделательных заводов. Медь использовалась в основном на внутреннем рынке. Численность рабочих и мастеровых людей, занятых в металлургии, составляла: 5,4 тыс. в 1719 году, 75 тыс. в 1795 году; приписных крестьян — 25 тыс. в 1719 году, 212,7 тыс. в 1795 году. На частных заводах использовались также крепостные крестьяне: в 1765 году около 20 тыс. мужчин (около 57 % постоянного населения заводов); в медеплавильной промышленности доля купленных и вотчинных крепостных — около 70 %. Практически все заводы использовали и вольнонаёмный труд, особенно купеческие предприятия.
В 1783 году вместо Канцелярии главного правления заводов образована Горная экспедиция при Пермской казённой палате (подчинялась вице-губернатору). В 1797 году восстановлена Канцелярия, в её ведении находились все казённые горнозаводские округа и основная часть частновладельческих. В 1802 году вместо неё на Урале созданы 3 самостоятельных горных начальства: Екатеринбургское, Пермское и Гороблагодатское, подчинявшиеся Берг-коллегии.

## XIX век до 1861 года
На рубеже XVIII—XIX веков темпы развития уральской металлургии снизились в связи с подъёмом металлургии в Великобритании, увеличившей эффективность своей металлургической промышленности, а также из-за невозможности потребить на внутрироссийском рынке весь выплавленный в России чёрный металл, устаревшей технологией производства (использование древесноугольного топлива), неэффективного принудительного труда.
С начала XIX века на большинстве уральских горных заводов обострились проблемы с обеспечением древесиной. Леса заводских дач были вырублены на расстоянии от 5 до 25 вёрст. Старые заводы имели курени на ещё бо́льших расстояниях: Каменский завод — 50—55 вёрст; Невьянский завод — 40—70 вёрст.
В соответствии с Горным положением 1806 (образовало Горный департамент и административные горные округа), уральские горнозаводские округа вошли в состав Округа заводов Уральского хребта (во главе с Горным правлением в Перми). В 1807 году был ликвидирован институт приписных крестьян (в начале XIX века на Урале было 85,8 тыс. мастеровых и 252 тыс. приписных крестьян). Из их числа было выделено по 58 человек «непременных работников» (для постоянного выполнения заводских работ) на каждую тысячу для частных заводов и в необходимом числе для казённых заводов (всего 18 тыс. человек). Остальные приписные крестьяне были освобождены от повинности по обслуживанию заводов.
По внешнему виду все уральские заводские поселки начала XIX века представляли собой большие деревни, в центре которых располагалась плотина пруда и металлургический завод, рядом с которым находились заводская площадь, церковь, заводская контора и господский дом. В разные стороны от завода расходились улицы с одноэтажными деревянными домами мастеровых и работных людей. Большинство уральских заводских посёлков того времени (61 из 68) имели население менее 3 тыс. человек, все их жители были приписаны к заводам.
В 1-й половине XIX века производство чёрных металлов на Урале продолжало расти: в 1800—1810 среднегодовое производство чугуна — свыше 7,8 млн пудов, железа — около 5,5 млн пудов, в 1831—1840 соответственно свыше 9,4 млн и 5,8 млн, в 1858—1860 свыше 14,8 млн и около 10 млн. Цены на металл были выше английских. Экспорт составлял в начале 1800-х гг. 1/3 выпускаемой продукции, в середине 1830-х гг. 1/5, в конце 1850-х гг. — лишь 7 %.
В середине XIX века на Урале возникли первые акционерные компании: в 1848 товарищество Суксунских заводов, в 1853 — Компания Кнауфских горных заводов; обе прекратили существование в 1860-х годах.
За 1859 год приводятся следующие отчёты по выплавке чугуна на заводах Урала.
| Выплавка чугуна на заводах Урала в 1859 году                     | Выплавка чугуна на заводах Урала в 1859 году                     | Выплавка чугуна на заводах Урала в 1859 году                     | Выплавка чугуна на заводах Урала в 1859 году | Выплавка чугуна на заводах Урала в 1859 году |
| Губерния                                                         | Округ                                                            | Завод                                                            | Количество доменных печей, шт.               | Выплавка чугуна, пудов                       |
| ---------------------------------------------------------------- | ---------------------------------------------------------------- | ---------------------------------------------------------------- | -------------------------------------------- | -------------------------------------------- |
| Казённые чугуноплавильные заводы                                 |                                                                  |                                                                  |                                              |                                              |
| —                                                                | Екатеринбургский                                                 | Каменский                                                        | 2                                            | 200 000                                      |
| —                                                                | Златоустовский                                                   | Златоустовский                                                   | 1                                            | 139 650                                      |
| —                                                                | Златоустовский                                                   | Кусинский                                                        | 1                                            | 200 000                                      |
| —                                                                | Златоустовский                                                   | Саткинский                                                       | 1                                            | до 159 000                                   |
| —                                                                | Гороблагодатский                                                 | Кушвинский                                                       | 3                                            | 388 088                                      |
| —                                                                | Гороблагодатский                                                 | Верхне-Туринский                                                 | 4                                            | 385 000                                      |
| —                                                                | Гороблагодатский                                                 | Баранчинский                                                     | 2                                            | 373 600                                      |
| Всего по казённым заводам Урала                                  | Всего по казённым заводам Урала                                  | Всего по казённым заводам Урала                                  | 14                                           | 1 845 450                                    |
| Частные заводы, подведомственные Уральскому Горному Управлению   |                                                                  |                                                                  |                                              |                                              |
| Пермская                                                         | Округ Ннжнетагильских заводов                                    | Нижнетагильский                                                  | 4                                            | до 1 030 000                                 |
| Пермская                                                         | Округ Ннжнетагильских заводов                                    | Верхнесалдинский                                                 | 2                                            | 737 562                                      |
| Пермская                                                         | Верхисетский                                                     | Верхисетский                                                     | 6                                            | 627 463                                      |
| Пермская                                                         | Верхисетский                                                     | Режевский                                                        | 6                                            | 627 463                                      |
| Пермская                                                         | Верхисетский                                                     | Верхнейвинский                                                   | 6                                            | 627 463                                      |
| Пермская                                                         | Верхисетский                                                     | Верхнетагильский                                                 | 6                                            | 627 463                                      |
| Пермская                                                         | Верхисетский                                                     | Уткинский                                                        | 6                                            | 627 463                                      |
| Пермская                                                         | Алапаевский                                                      | три завода, главный Нейво-Алапаевский                            | 5                                            | 735 602                                      |
| Пермская                                                         | Невьянский                                                       | Невьянский                                                       | 2                                            | 288 207                                      |
| Пермская                                                         | Невьянский                                                       | Петрокаменский                                                   | 2                                            | 182 852                                      |
| Пермская                                                         | Сергинский                                                       | Нижне-Сергинский                                                 | 2                                            | 458 954                                      |
| Пермская                                                         | Сергинский                                                       | Верхне-Сергинский                                                | 2                                            | 458 954                                      |
| Пермская                                                         | Кыштымский                                                       | н/д                                                              | 4                                            | 723 709                                      |
| Пермская                                                         | Сысертский                                                       | Сысертский                                                       | 2                                            | 818 329                                      |
| Пермская                                                         | Сысертский                                                       | Северский                                                        | 1                                            | 96 434                                       |
| Пермская                                                         | Суксунский                                                       | Молёбский                                                        | 1                                            | 487 574                                      |
| Пермская                                                         | Суксунский                                                       | Уткинский                                                        | 2                                            | 487 574                                      |
| Пермская                                                         | Ревдинский                                                       | Ревдинский                                                       | 2                                            | 554 290                                      |
| Пермская                                                         | Шайтанский                                                       | н/д                                                              | 1                                            | 184 922                                      |
| Пермская                                                         | Кнауфский                                                        | н/д                                                              | 2                                            | 134 669                                      |
| Пермская                                                         | Пожевский                                                        | Пожевский                                                        | 1                                            | 207 000                                      |
| Пермская                                                         | Пожевский                                                        | Всеволодовильвенский                                             | 2                                            | 207 000                                      |
| Пермская                                                         | Никитинский                                                      | Александровский                                                  | 2                                            | 210 771                                      |
| Пермская                                                         | Чермазский                                                       | Чермазский                                                       | 1                                            | 468 970                                      |
| Пермская                                                         | Чермазский                                                       | Кызелевский                                                      | 2                                            | 468 970                                      |
| Пермская                                                         | Нытвенский                                                       | Архангелопатийский                                               | 3                                            | 495 845                                      |
| Пермская                                                         | Нытвенский                                                       | Кусье-Александровский                                            | 1                                            | 495 845                                      |
| Пермская                                                         | —                                                                | Кыновский                                                        | 1                                            | 117 900                                      |
| Пермская                                                         | —                                                                | Билимбаевский                                                    | 3                                            | 657 775                                      |
| Пермская                                                         | —                                                                | Кувинский                                                        | 1                                            | 657 775                                      |
| Пермская                                                         | Лысьвенский                                                      | Кусье-Александровский                                            | 1                                            | 217 524                                      |
| Пермская                                                         | Лысьвенский                                                      | Лысьвенский                                                      | 1                                            | 217 524                                      |
| Пермская                                                         | Уфалейский                                                       | Верхне-Уфалейский                                                | 1                                            | 479 430                                      |
| Пермская                                                         | Уфалейский                                                       | Нижне-Уфалейский                                                 | 1                                            | 479 430                                      |
| Оренбургская                                                     | Юрезанский                                                       | Юрезанский                                                       | 3                                            | 337 000                                      |
| Оренбургская                                                     | Юрезанский                                                       | Минский                                                          | 3                                            | 337 000                                      |
| Оренбургская                                                     | Катавский                                                        | н/д                                                              | 2                                            | 452 199                                      |
| Оренбургская                                                     | Симский                                                          | Симский                                                          | 2                                            | 332 724                                      |
| Оренбургская                                                     | Симский                                                          | Миньярский                                                       | 2                                            | 332 724                                      |
| Оренбургская                                                     | Белорецкий                                                       | Белорецкий                                                       | 3                                            | 312 497                                      |
| Оренбургская                                                     | Белорецкий                                                       | Тырлянский                                                       | 3                                            | 312 497                                      |
| Оренбургская                                                     | Кагинский                                                        | н/д                                                              | 2                                            | 85 904                                       |
| Оренбургская                                                     | Авзянопетровский                                                 | Верхне-Авзянопетровский                                          | 2                                            | 88 786                                       |
| Оренбургская                                                     | Авзянопетровский                                                 | Нижне-Авзянопетровский                                           | 2                                            | 88 786                                       |
| Вологодская Устьсысольского уезда                                | —                                                                | н/д                                                              | 2                                            | 107 370                                      |
| Вятская                                                          | —                                                                | Кирсинский                                                       | 2                                            | 155 803                                      |
| Вятская                                                          | —                                                                | Песковский                                                       | 2                                            | 155 803                                      |
| Вятская                                                          | Омутнинский                                                      | Омутнинский                                                      | 2                                            | 165 114                                      |
| Вятская                                                          | Омутнинский                                                      | Пудешский                                                        | 2                                            | 165 114                                      |
| Вятская                                                          | Залазинский                                                      | н/д                                                              | 2                                            | 120 244                                      |
| Вятская                                                          | Холуницкий                                                       | Холуницкий                                                       | 4                                            | 472 253                                      |
| Вятская                                                          | Холуницкий                                                       | Климковско-Боровской                                             | 4                                            | 472 253                                      |
| Вятская                                                          | Холуницкий                                                       | Чернохолуницкий                                                  | 4                                            | 472 253                                      |
| Вятская                                                          | Шурминский                                                       | н/д                                                              | 1                                            | 50 261                                       |
| Всего по заводам, подведомственным Уральскому Горному Управлению | Всего по заводам, подведомственным Уральскому Горному Управлению | Всего по заводам, подведомственным Уральскому Горному Управлению | 87                                           | 12 242 792                                   |

В 1859 году на заводах Уральского горного управления выплавлено 12,2 млн пудов чугуна, что составляло около 2/3 всего чугуна, выплавленного в России.
После указа 1812 года «О предоставлении права всем российским подданным отыскивать и разрабатывать золотые и серебряные руды» началось распространение на Урале промышленности по добыче драгоценных металлов. К 1821 году был открыт 271 золотой рудник и прииск. В 1813—1823 годах было добыто 210 пудов золота (173 пуда на казённых и 37 на частных промыслах), в 1823—1833 годах — 2696 пудов (959 пудов на казённых и 1737 — на частных), в 1833—1843 годах — 3048 пудов (1345 и 1701 соответственно). В 1824 году был заложен первый в России Царёво-Александровский платиновый прииск в Гороблагодатском горном округе.
В 1826 учреждена должность главного начальника горных заводов Уральского хребта, который не подчинялся военным и гражданским губернаторам. В 1834 горное ведомство получило военную организацию, в казённых горнозаводских округах заводские люди были приравнены к солдатам, подчинялись военной дисциплине, подлежали военному суду. Эта законодательная регламентация распространялась и на посессионные округа, а хозяевам владельческих предприятий рекомендовалось устанавливать у себя порядки, близкие к казённым.
Горный устав 1857 года подтвердил нераздельность заводов и горнозаводского землевладения, недробимость горнозаводских округов при передаче их по наследству или в случае продажи (эта норма сохранилась в законодательстве до 1917 года).

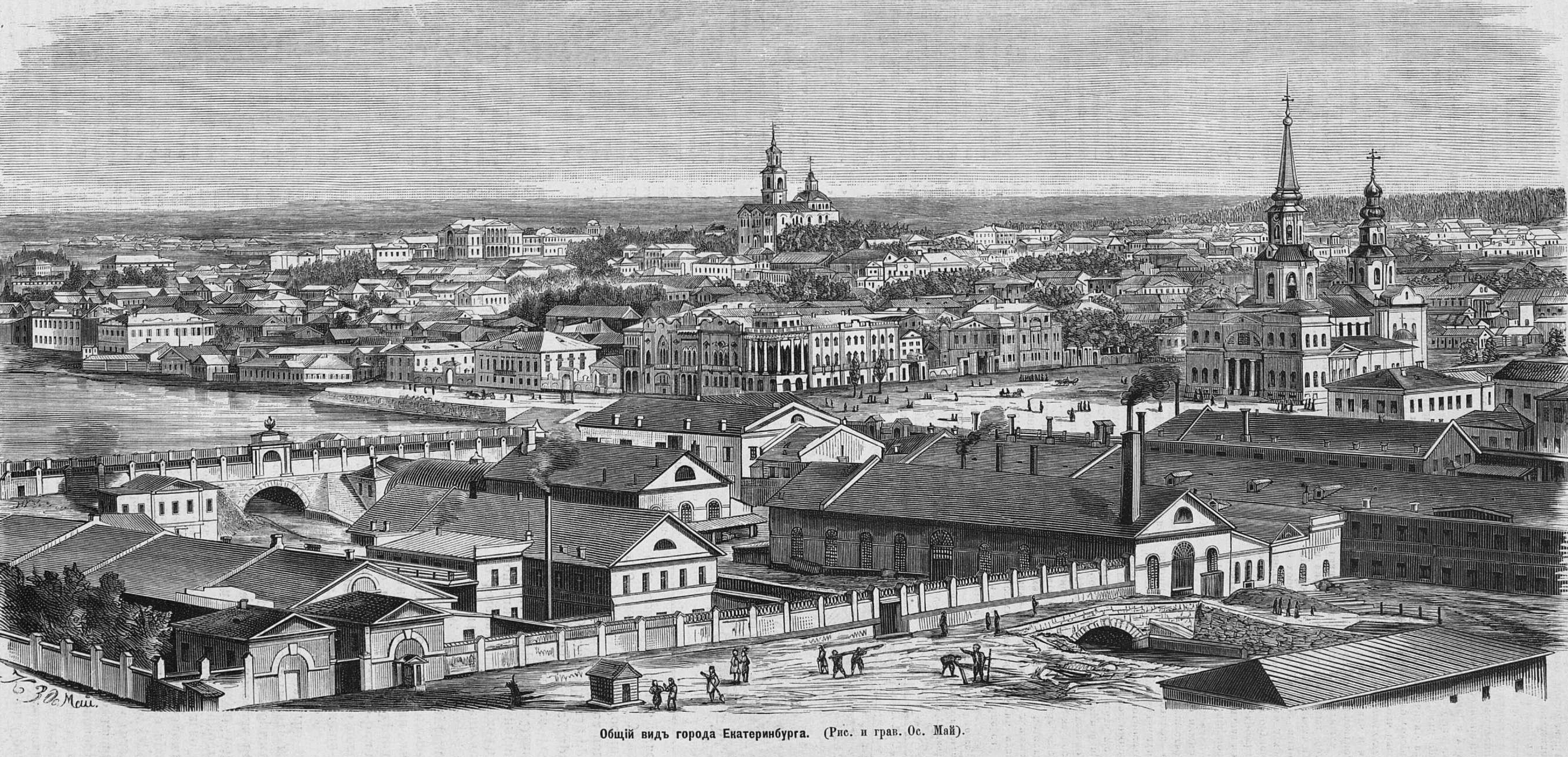
Вид на Екатеринбургский завод и город Екатеринбург, 1874 год

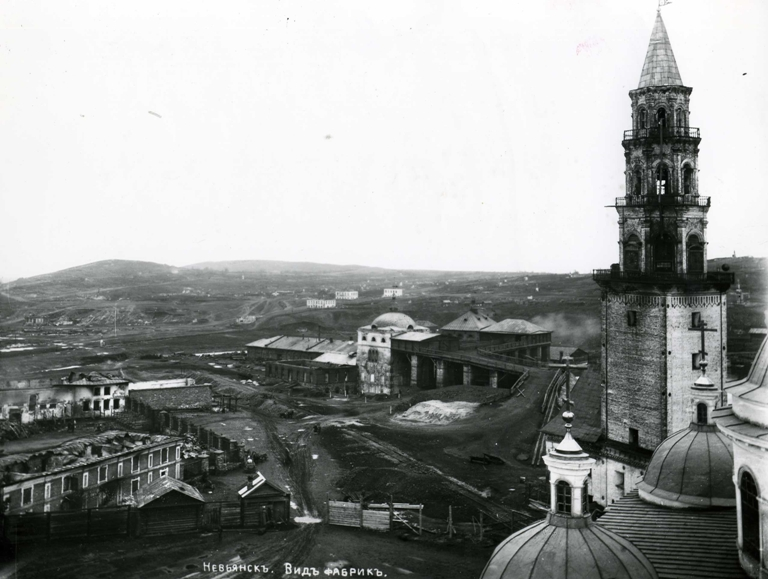
Невьянский завод, начало XX века

Всего в России в XVIII — первой половине XIX века было образовано более 500 «городов-заводов», из которых более 260 находились на Урале. По административным и социально-экономическим и демографическим признакам городами можно назвать только Екатеринбург, Невьянск и Нижний Тагил. Все остальные по сути являлись сельскими населёнными пунктами или посёлками городского типа. Многие из основанных в то время заводов были закрыты из-за истощения рудной или топливной базы, а заводские посёлки превратились в сельские населённые пункты. Так, во второй половине XVIII — первой половине XIX века в Приуралье из-за истощения месторождений медистых песчаников было закрыто 40 медеплавильных заводов. Из множества заводских посёлков, возникших при построенных в XVIII — первой половине XIX века горных заводах, лишь некоторые во второй половине XIX—XX веке выросли в города.
Накануне отмены крепостного права на Урале существовало 6 казённых и 37 частных горных округов.

## После 1861 года
В 1861 году утверждены положения о порядке освобождения различных категорий зависимого горнозаводского населения. В 1863—1867 осуществлено преобразование государственного горного управления в гражданское ведомство. Главное управление горною частию в Российской Империи и казёнными горными промыслами стало сосредоточено в Министерстве земледелия и государственных имуществ. Только горными промыслами и заводами Кабинета Его Императорского Величества управляло Министерство Императорского Двора, а горными промыслами на казачьих землях Войска Донского — Военное Министерство. Министр земледелия и государственных имуществ являлся главноуправляющим горною частью, которой он заведовал посредством Горного Департамента, Горного Совета, Горного Ученого Комитета и местных горных установлений.
Для местного управления горною частью Российская Империя была разделена на 10 горных областей, подразделённых на 38 горных округов, в каждом из которых существовал окружной горный инженер для надзора за частными горными промыслами и заводами. Казёнными горными заводами заведовали горнозаводские округа и округи (заводский округ объединял несколько заводов, а заводскую округу образовывал каждый казённый завод, с закреплёнными за ним землями).
В начале 1860-х годов на Урале действовали 6 казённых горнозаводских округов: Богословский, Гороблагодатский (6 заводов), Екатеринбургский (7 заводов), Златоустовский (5 заводов), Камско-Воткинский (входил один Воткинский завод). Имелось 39 частных горнозаводских округов, среди них: 18 в Пермской губернии — Алапаевский горный округ, Билимбаевский (5 заводов), Верх-Исетский (9 заводов), Невьянский (3 завода), Нижнетагильский (9 заводов), Пожевский (6 заводов), Ревдинский (6 заводов), Сергинский (8 заводов), Суксунский (7 заводов), Юговский (7 заводов) и др.; 14 горнозаводских в Оренбургской губернии; 5 округов в Вятской губернии; 2 округа в Казанской губернии.
Горнозаводские округа принимали акционерную форму, что позволяло обходить запрет дробимости собственности при её продаже, поскольку на продажу акций это ограничение не распространялось. К 1910 году в основном на базе горнозаводских округов оформилось 10 акционерных обществ: Белорецкое (1874), Камское (1880), Сергинско-Уфалейское (1881), Богословское горнозаводское общество (1895), Волжско-Вишерское (1897), Уфимское, Инзеровское и Южно-Уральское анонимное (1898), Комаровское и Кыштымских горных заводов общество (1900). В 1900—1910 годах возникли Верх-Исетское, Невьянское, Шайтанское общества. В 1910—1917 годах акционерную форму приняли Лысьвенский, Симский, Омутнинский, Сысертский, Нижнетагильский горнозаводские округа и вновь создано Таналыкское общество. К осени 1917 на Урале осталось 4 частных горнозаводских округа, не принявших акционерную форму: крупные Строгановский и Чермозский (проекты их акционирования были подготовлены) и небольшие Ревдинский и Пожевский.
При акционировании округов происходила смена владельцев. Прежние хозяева частично сохранили свои позиции только в Шайтанском и Симском хозяйствах. Остальные округа перешли под контроль коммерческих банков. Ведущую роль играли Азовско-Донской банк, Петербургский международный банк, Русско-Азиатский банк, Торгово-промышленный банк, Сибирский торговый банк, Русский для внешней торговли банки. По состоянию на 1917 год, в 18-ти обществах преобладал отечественный финансовый капитал, в пяти — иностранный (наиболее успешно действовали «Общество Кыштымских горных заводов» и «Южно-Уральское горнопромышленное общество», входившие в группу Л. Уркарта — Г. Гувера).
В 1870—1917 годах акционерный капитал вкладывался в приобретение и аренду горнозаводской собственности и в значительной степени шёл на техническое перевооружение уральских предприятий. Горнозаводская промышленность Урала в 1861—86 годах переживала кризис, в 1887—1900 годах — оживление и подъём. 27 частных горнозаводских округа (65 доменных заводов) в 1900 году выплавили 43,9 млн пудов чугуна. Особенно тяжело на уральской промышленности сказались мировой экономический кризис и депрессия начала XX века, которые осложнились на Урале слабым развитием и малой протяжённостью железных дорог, замедленным оборотом капитала, отсталой технологической базой, удалённостью разработок каменного угля (месторождений коксующихся углей на Урале тогда открыто не было).
В 1861—1900 годах прекратили свою деятельность 16 горных округов: частные Шуралинский, Ольгинский, Суксунский, Кнауфский, Всеволодовильвенский, Рождественский, Бемышевский, Шилвинский, Троицкий, Богоявленский, Преображенский, Верхоторский, Благовещенский, Кагинский и Каноникольский, казённый Екатеринбургский.
В 1909 году частные уральские заводы выплавили 30,1 млн пудов чугуна (наименьшая выплавка за время кризиса). В 1900—1910 годах закрыты 8 горнозаводских округа, 22 доменных завода. Кризис не коснулся медеплавильных заводов, их число увеличились (5 в 1900, 10 в 1910), увеличилось и производство меди. В 1910 году началось оживление уральской металлургии. К 1912 достигнут по основным показателям уровень 1900. 19 частных горнозаводских округа (49 заводов) в 1913 году выплавили 46,8 млн пудов чугуна. Началось усиленное железнодорожное строительство, которое было связано с попыткой перевести уральскую металлургию на кокс: в 1911—1917 годах построено 3160 км железных дорог (в 1901—1910 годах — 687 км). В Первую мировую войну из-за нехватки сырья и топлива, рабочих рук, плохой работы транспорта уральские предприятия сократили выплавку чугуна (55,7 млн пудов в 1913, 46 млн пудов в 1916 году). К 1917 году на Урале существовали 34 казённых и частных горных округа с действующими заводами.
Зимой 1917 — весной 1918 года уральская горнозаводская промышленность была национализирована, горнозаводские округа упразднены.

## Современность
Сегодня в составе Свердловской области существует Горнозаводской управленческий округ, объединяющий 12 муниципальных образований. В столице округа городе Нижнем Тагиле работает музейное объединение «Горнозаводской Урал», в его состав входят 14 музеев, хранящих историческую информацию о горнозаводской цивилизации Среднего Урала.